# Biblioteca de la Universitat de Saragossa
La Biblioteca de la Universitat de Saragossa (BUZ) és un servei que pertany a la Universitat de Saragossa, de la qual és l'encarregada de la gestió dels recursos d'informació destinats als processos d'aprenentatge, docència, recerca i formació contínua. La seva missió principal és la conservació, l'increment, l'accés i la difusió dels recursos d'informació, així com la col·laboració en els processos de creació del coneixement. El 2012 obtingué el reconeixement del Club Empresa 400 per part de l'Institut Aragonès de Foment, i en 2013 el Segell d'Excel·lència Aragó Empresa.
Amb motiu de la Commemoració del IV Centenari de la Universitat, en 1984, es traslladà al recent restaurat i condicionat edifici que construí l'arquitecte Ricardo Magdalena per acollir les Facultats de Medicina i Ciència. En 2011, després d'una nova rehabilitació integral que començà l'any 2006, la Biblioteca General, juntament amb els serveis centrals i el Centre de Documentació Europea, han tornat al Paranimf, de tal manera que l'antiga sala de lectura s'ha convertit en un espai per a l'exposició del patrimoni bibliogràfic.
La important col·lecció documental d'obres especialment significades, bé per la seva antiguitat o bé pel seu valor afegit, conformen el patrimoni bibliogràfic de la Universitat. La Biblioteca General és la que en conserva la major part. Ateses les seves especials característiques, aquestes obres mantenen unes condicions de consulta específiques, encara que moltes són accessibles a través de la Biblioteca Digital del Fons Antic de la Universitat de Saragossa.
Cal remarcar 416 manuscrits, les dates dels quals oscil·len entre el segle xv i el XIX; 406 incunables; i un important corpus d'obres impreses publicades entre els segles xvi i xviii, així com una àmplia mostra de publicacions emanades de totes les institucions científiques i culturals aragoneses. El projecte BIVIDA (Biblioteca Virtual de Dret Aragonès) aporta còpies digitalitzades de bona part de les obres de dret aragonès de la Biblioteca Universitària de Saragossa.